# Texelspitze
De Texelspitze (Italiaans: Cima Tessa) is met 3316 meter (volgens andere bronnen 3318 meter) na de Roteck de hoogste berg van de Texelgroep in de Ötztaler Alpen in het Italiaanse Zuid-Tirol. De berg is tevens naamgever aan deze subgroep van de Ötztaler Alpen.
De berg ligt hemelsbreed ongeveer zes kilometer ten zuiden van de grens met Oostenrijk en ongeveer negen kilometer ten noorden van de Vinschgau. Het Schnalstal is echter nog dichterbij gelegen. Karthaus ligt namelijk vierenhalf kilometer ten westen van de top van de Texelspitze. De berg heeft een vlakke piramidevorm met lang uitgerekte kammen naar het noorden en het noordwesten. Ten noorden en oosten liggen de resten van voormalige gletsjers, in het noorden van de Texelferner, in het zuidoosten van de Blaulackenferner. Naburige bergtoppen zijn in het verloop van de noordoostelijke graat de 3337 meter hoge Roteck, in het zuiden de 3173 meter hoge Blaulackenspitze (Cima del Lago Azzuro). Tweeënhalf kilometer naar het noordwesten ligt de Kaserberg, boven het dorp Vorderkaser in het Pfossental.
De berg is onder andere bereikbaar vanaf de Lodnerhütte (Rifugio Cima Fiammante, 2262 meter). De eerste beklimming in 1871 voerde vanuit Partschins in de Vinschgau naar deze hut. Vanaf deze hut neemt de tocht tot de top ongeveer drie uur in beslag.